# Mateja Zver
Mateja Zver is een Sloveens voetbalspeelster, die sinds 2015 uitkomt voor het Oostenrijkse SKN St. Pölten. Sinds 2007 speelt ze ook voor het Sloveense nationale team.